# マル島

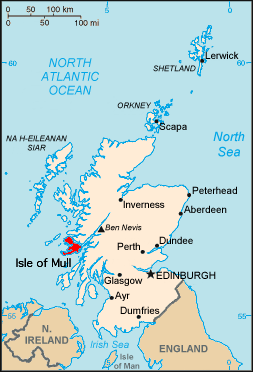
マル島

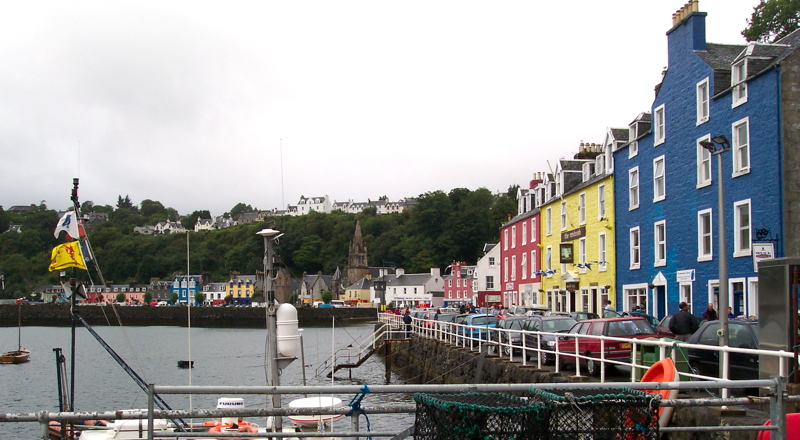
トバモリー港

マル島（Isle of Mull または単にMull。スコットランド・ゲール語ではMuile）は、スコットランド西海岸の行政区アーガイル・アンド・ビュートに属する、インナー・ヘブリディーズ諸島で2番目に大きな島。
2001年現在で常在している人口は、マル島に近接するアイオナ島とウルヴァ島とを合わせて1,841人だが、夏期には島を訪れる人で人口はかなり増加する。人口の多くはトバモリーに住んでいる。この町は、1973年まで島で唯一の「Burgh」の称号を有していた町で、島の中心となる町である。
スコットランド本島からマル島へはフェリーが運航している。オーバンからクレイグヌア（約45分）、キルコアンからトバモリー、ロッホアラインからフィシュニッシュ（約15分、荒天時には欠航する）といった航路がある。オーバンからクレイグヌアのフェリーは、ドライバーは出航まで30分は必要である。（夏期の土曜日には、予約しておくように強くアドヴァイスしている。地元の人は混雑する夏期を除いて予約は必要ない。）一車線道路を運転することを厭わなければ、フィシュニッシュへのルートが最も速いルートである。
クレイグヌアからアイオナ島に行くには、バスで島を横断しフィオンフォートまで行き、アイオナ島行きのフェリー（約15分）に乗る（2017年情報）。
マル島から周辺の島アイオナ島やウルヴァ島へのフェリーもある（フィオンフォート発）。かつてはトバモリーから、オーバンやバラ島への直接航路もあった。
マル島鉄道がクレイグヌアからトロセイまでの間を走っている。

## 概要

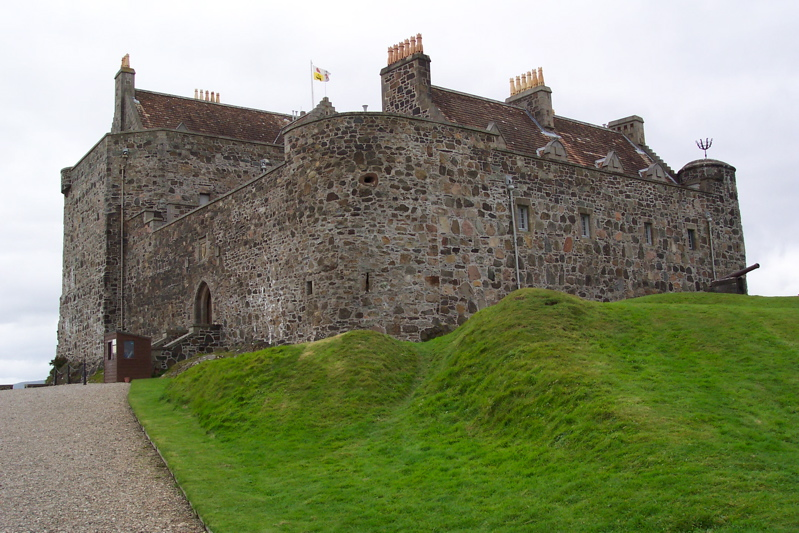
デュアート城

マル島は約480kmの海岸線を有している。その風景は大部分がヒースの荒れ地で、いくつかの山がある。気候はメキシコ湾流の影響で穏やかである。島で最も高い山はベン・モア（966m）である。
この島は、250種の鳥たちの営巣地となっている。オジロワシは近隣のRùm島から野生復帰されマル島に住み着いた。水棲生物では、ミンククジラ、ネズミイルカの仲間やイルカたちがマル島からのボート・ツアーで見ることができる。
マル島には、デュアート城をはじめとする歴史的な遺物も遺されている。海岸線にはいくつかの難破船があり、スキューバ・ダイヴィングで訪れることができる。1809年から1822年にニューサウスウェールズの統治者であったラクラン・マッキアリーの墓もこの島にあり（マッキアリーは近くのウルヴァ島で生まれた）、オーストラリアへ移民した人々が訪れる場所となっている。

## 歴史
マル島には紀元前6000年の青銅器時代から人が住んでおり、メンヒル（巨石を立てた立石遺跡）、ブロッホ（石の塔）、ストーン・サークルなどを作っている。
14世紀にマル島は、Lordship of the Isles の一部となった。1439年にこれが崩壊した後は、マクリーン氏族に、1681年以後はキャンベル氏族に統治された。
1588年にスペイン無敵艦隊の一隻である「フロレニカ」がトバモリー湾で停船し爆発した。一説には30万ポンド相当の金塊を積んでいたとも言われる。
18世紀から19世紀のハイランド・クリアランスでは、10,000人の人口が4,000人にまで減少した。

## 観光

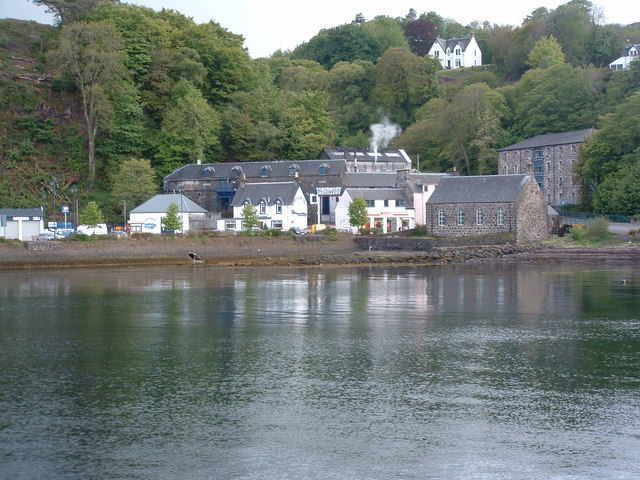
トバモリー蒸留所

マル島の観光では、毎年10月の2週間のスクール・ホリデー期間に2300クラブによって行われるロード・ラリーが有名である。このレースはモータリング・ニュースをはじめとする様々なメディアで「世界最高のラリー」と称えられる。しかし、地元の人には、このイベントは大変に不便で、道路を非常に危険な状態にする違法行為だという人もいる。
かつてはフィリップスがスポンサーとなっていたが、2005年以降はビスケット・メーカーのタンノックスがスポンサーとなっている。
トバモリーには小規模であるがスコッチ・ウイスキーの蒸留所「トバモリー蒸留所」があり、見学者向けのビジターセンターが併設されている。

## 映画とTV
マル島は多くの映画に登場する。たとえば、『エントラップメント』(1999年)、『ハイランダー／最終戦士』(2000年)、『針の眼』(1981年)、『渦巻』(1945年)、『スコットランドは死なず／戦場をかけぬけた男たち』(1971年)、『八点鐘が鳴るとき』(1971年)などである。
BBCテレビの子供向けのシリーズ『バラモリー』にトバモリーが登場する。
サイモン・キングは、『Springwatch with Bill Oddie』（BBCのテレビ番組）の第1週のロケーションにマル島を訪れた。ここで彼はつがいのオジロワシ（雄がスカイ、雌がフライザと名付けられた）その二羽の雛（イッチーとスクラッチー）の親子を観察した。
ゴードン・ブヒャナンは、生まれ故郷のマル島へ野生生物の一年間の生活を記録するために帰ってきた。BBC2で、2005年10月に『ワシの島』というタイトルで放送された。番組では、マル島で観察されたオジロワシ、イヌワシ、カワウソ、ミンククジラ、ネズミイルカ、ウバザメ、イルカにフォーカスを当てている。番組は50分間である。

## 日本との関係
工部省測量司と内務省地理寮で測量と建築営繕を担ったお雇い外国人の一人、コリン・アレクサンダー・マクヴェインは、アーガイル公の別荘キリモア邸を借り、ここで家族共々余生を過ごした。駐日大使館勤務の外交官ジョン・ガビンズと長女ヘレン・ブロディの夫妻の子供たちをここで預かり、後に特殊作戦執行部（SOE）長官となるコリン・ガビンズもここで幼少期を過ごした。

## 地理

### 町
中心となる町はトバモリー。この町は1973年まで「burgh」であった。マル島の他の町は以下の通り。
- Bunessan, Ballygown, Balnahard
- Calgary, Carsaig, Craignure, Croggan
- Dervaig
- Fionnphort, Fishnish
- Gruline
- Kilninian, Knockan
- Lochbuie, Lochdon
- Pennyghael
- Salen, Strathcoil
- Uisken

### 島
この島は、多くの島に囲まれている。大きな島は以下の通り。
- アイオナ島
- ウルヴァ島
- エーライド島

#### 無人島
- Calve Island
- Eorsa
- Gometra
- Inch Kenneth
- Little Colonsay
- Staffa
- Treshnish Isles
- Ulva